# Għar il-Kbir
Għar il-Kbir (pol. Wielka jaskinia) – kompleks jaskiń niedaleko klifów Dingli, lecz w granicach Siġġiewi na Malcie. W pobliżu znajdują się antyczne koleiny, znane powszechnie jako „Clapham Junction”.

## Opis
Jako typowy przykład zjawiska krasowego w górnym wapieniu koralowym, Għar il-Kbir powstała w wyniku rozpuszczenia skał węglanowych przez wodę deszczową, co doprowadziło do podwodnego drenażu i powstania podziemnej jaskini. Dziś miejsce to wygląda jak zagłębienie w ziemi przypominające krater, ponieważ zawalił się sufit centralnej jaskini.
Għar il-Kbir to nie tylko jedna jaskinia, ale kompleks ośmiu na dwóch poziomach. Stare ściany z gruzu są nadal obecne w całym kompleksie, co wskazuje na ich wykorzystanie do tworzenia odrębnych przestrzeni jako pomieszczeń mieszkalnych. Ślady na ścianach wskazują, że ludzie używali kilofów do powiększania jaskini. Inne dowody na zamieszkanie przez ludzi obejmują wykute w skale wnęki do spania, piekarnik, pętle (mrabat) wzdłuż ścian i sufitu, półki i nisze. Otwory w suficie zostały wykonane przez mieszkańców, aby wypuszczać dym i umożliwiać wentylację, a ich ukośne położenie zapobiegało przedostawaniu się do środka deszczu i wiatru.

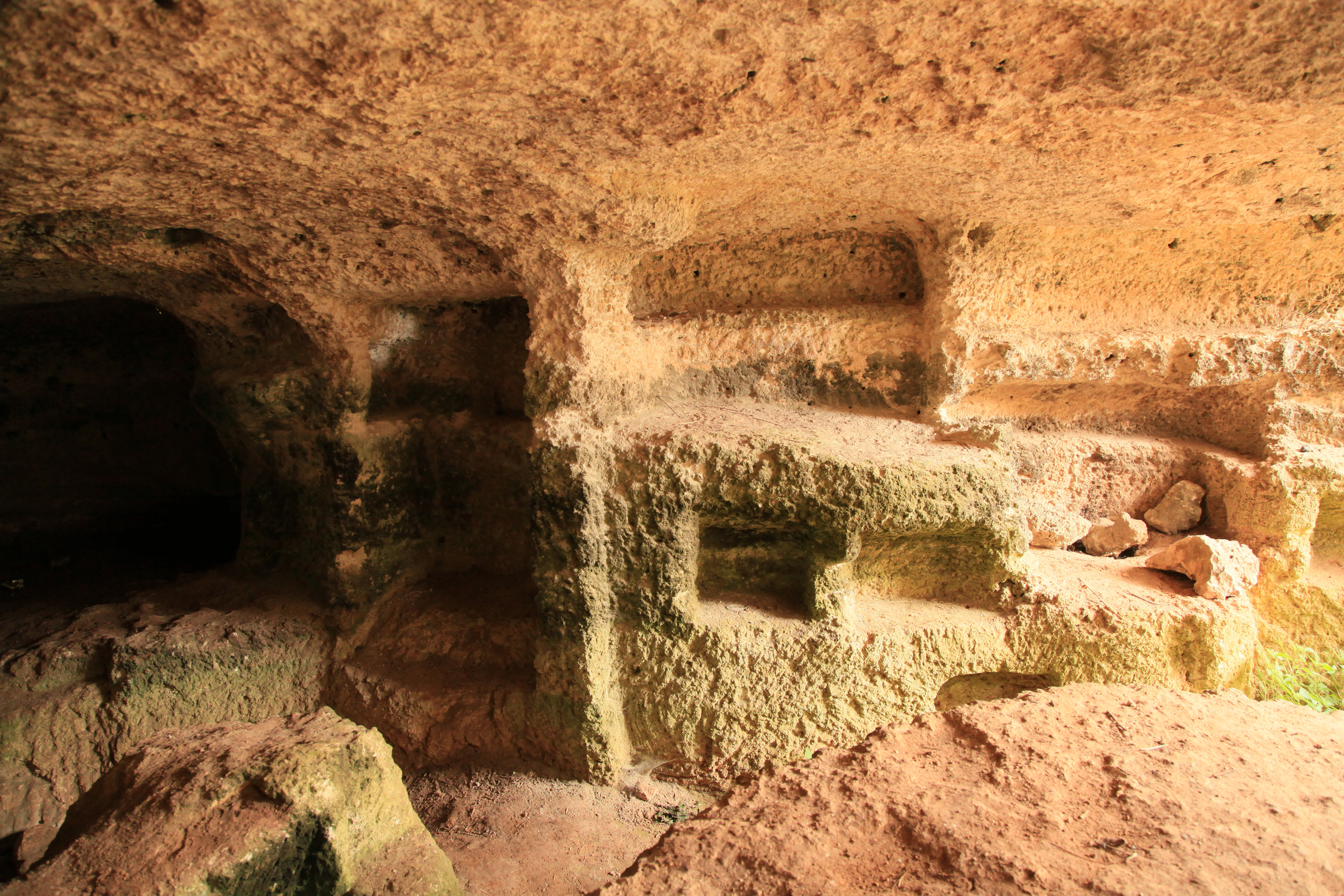
Obrobiona ściana jaskini

## Historia
W całej historii ludzie przystosowywali swoje naturalne środowisko, w tym jaskinie i groty do zamieszkania. Porowaty wapień występujący w wielu częściach regionu śródziemnomorskiego i brak drewna sprzyjały adaptacji jaskiniowych form życia.
W okresie średniowiecza i wczesnej nowożytności obszary wiejskie w północno-zachodniej i północnej Malcie często zapewniały schronienie społecznościom mieszkającym w jaskiniach. Przyjęcie jaskiniowego stylu życia było możliwe dzięki dominującym warunkom geograficznym, które zapewniały schronienie w przepastnym krajobrazie, a także obecności odpowiednich zasobów hydrologicznych.
Epoka z największym rozprzestrzenieniem osad mieszkańców jaskiń w całym basenie Morza Śródziemnego to średniowiecze od 500 do 1500 roku naszej ery, a to z powodu, że jaskinie zapewniały między innymi naturalną kontrolę temperatury, łatwość obrabiania ścian, bliskość pól uprawnych i bezpieczeństwo przed piratami.
Nadal nie wiadomo, kiedy pojawiła się pierwsza osada ludzka w kompleksie jaskiń, ale najprawdopodobniej ma to długą historię. W połowie XVI wieku w Għar il-Kbir powstała społeczność jaskiniowa, w której ponad 117 osób zgrupowało się w 27 rodzinach nazywających Għar il-Kbir swoim domem.
Jean Quintin d’Autun jest pierwszym znanym autorem, który w trzy lata po odwiedzeniu Malty w 1533, opisał ten styl życia w swoim Insulae Melitae Descriptio: „Na Malcie jest wielu troglodytów. Kopią jaskinie, i to są ich domy”. Do niedawna panował powszechny brak zainteresowania siedliskami troglodytów i dopiero w ciągu ostatnich trzech dekad podjęto zdecydowane wysiłki, aby udokumentować, interpretować i kontekstualizować znaczenie troglodyckiej przeszłości Malty. Għar il-Kbir pozostaje najbardziej znaną osadą troglodytów na Malcie, ale wiedza o jej mieszkańcach jest niewielka. Dopiero dzięki pismom Athanasiusa Kirchera, Gian Francesco Abeli i Carlo Castone della Torre di Rezzonico z okresu wczesnej nowożytności aspekty związane ze zwyczajami, wierzeniami i tradycjami mieszkańców Għar il-Kbir stały się lepiej znane.

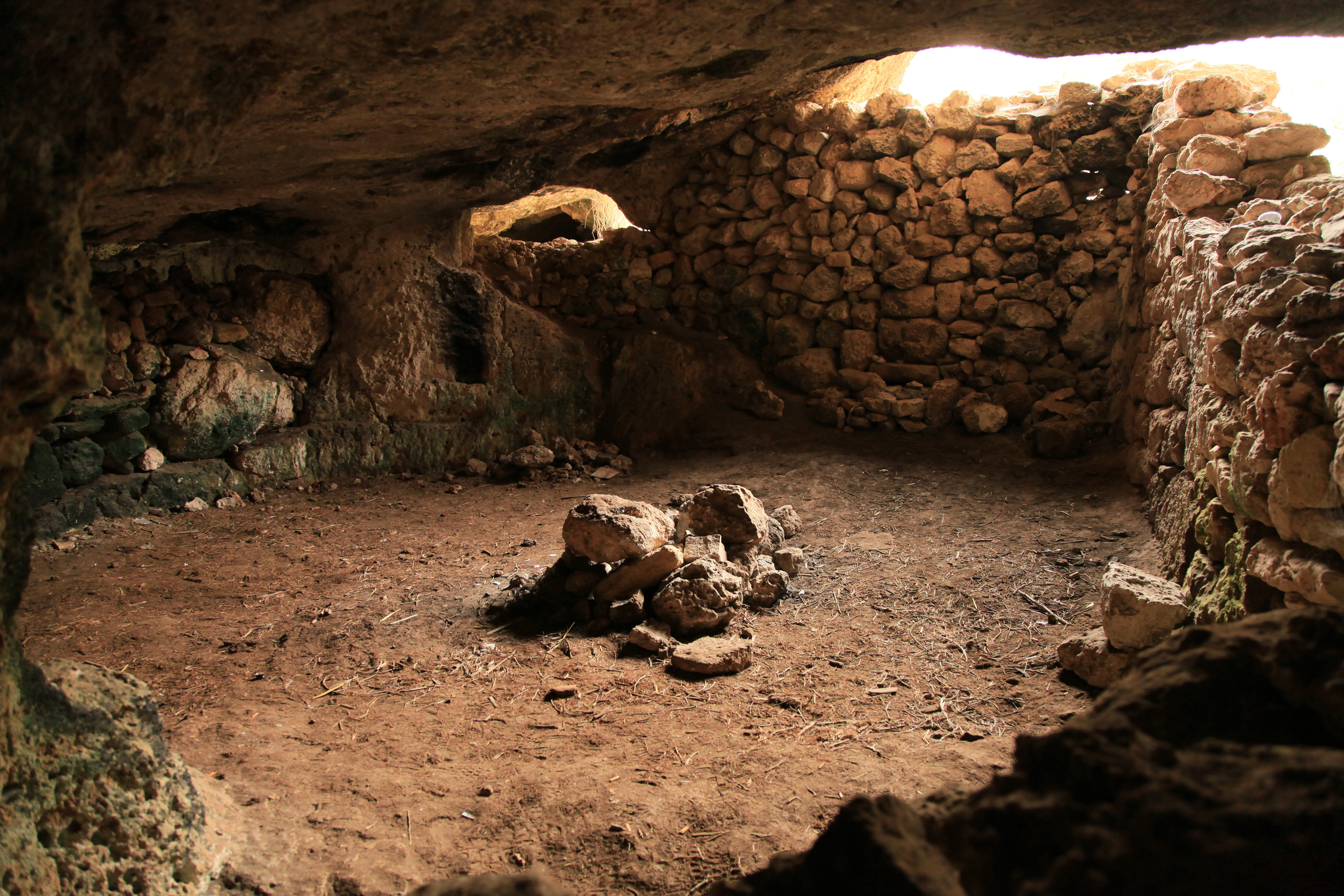
Jedna z części kompleksu jaskiń

Athanasius Kircher (1602–1680) był niemieckim jezuitą i uczonym, który w swoim dziele Mundus Subterraneus (1665) jako pierwszy obrazowo opisał sposób życia w jaskiniach Għar il-Kbir w XVII wieku. „Troglodyci mieszkali w oddzielnych pomieszczeniach wykutych lub zbudowanych w jaskini i przechowywali wodę w glinianych dzbanach. Każda rodzina miała swoje palenisko i używała suszonego łajna jako paliwa. Kiście cebuli i czosnku witały gości, a ludzie i zwierzęta żyli obok siebie”. Kircher przedstawił mieszkańców jaskini jako wegetarian i pobożnych chrześcijan. Istniał podział pracy, mężczyźni byli rolnikami i pasterzami, a kobiety zajmowały się przygotowywaniem żywności, m.in. pieczeniem oraz produkcją sera. Kompleks jaskiń stał się w średniowieczu nawet popularną atrakcją turystyczną, a kilku uczonych odwiedziło troglodytów i pozostawiło pisemne relacje z tych wizyt.
Na początku XIX wieku populacja mieszkańców jaskiń nadal spadała, aż do 1835, kiedy to rząd brytyjski ze względów sanitarnych lub podatkowych wypędził z jaskiń ostatnich mieszkańców i przesiedlił ich do pobliskiego Siġġiewi. Według powszechnego przekonania dach głównej jaskini został dwukrotnie zbombardowany, aby zapobiec jej ponownemu zasiedleniu.

## Dziś
Jaskinie są wciąż w całkiem dobrym stanie.
W lutym 2023 Planning Authority odrzuciła wniosek o anulowanie harmonogramu dla terenu w Ta’ Dmejrek w granicach Siġġiewi, w pobliżu miejsca rozległych kolein znanych jako Clapham Junction i osady jaskiniowej Għar il-Kbir.